# 科尔胡特·米哈伊
科尔胡特·米哈伊（匈牙利語：Korhut Mihály，匈牙利語發音：[ˈkorhut ˈmihaːj]；1988年12月1日—）是一位匈牙利足球運動員。在場上的位置是後衛。他現在效力於匈牙利足球甲級聯賽球隊德布雷辛尼，曾效力於迪比辛、比亞斯華夏普爾。他也代表匈牙利國家足球隊參賽。他的雙胞胎弟弟安德拉斯·西蒙也是一位足球運動員。

## 外部連結
- Debreceni VSC Official Website （页面存档备份，存于）
- Hivatasos Labdarugok Szervezete （页面存档备份，存于）
- UEFA Official Website （页面存档备份，存于）
- Mihály Korhut profile at magyarfutball.hu （页面存档备份，存于）